# Santa Paula, Mexiko
Santa Paula är en ort i Mexiko.   Den ligger i kommunen Tacámbaro och delstaten Michoacán de Ocampo, i den södra delen av landet, 240 km väster om huvudstaden Mexico City. Santa Paula ligger 1 719 meter över havet och antalet invånare är 216.
Terrängen runt Santa Paula är lite bergig, och sluttar söderut. Runt Santa Paula är det ganska tätbefolkat, med 80 invånare per kvadratkilometer. Närmaste större samhälle är Tacámbaro de Codallos, 1,9 km sydväst om Santa Paula. I omgivningarna runt Santa Paula växer huvudsakligen savannskog.